# Велен (пергамент)
Велен (на английски: Vellum; frz. на френски: vélin; от lat. на латински: vitulus, теле) е най-финият пергамент, който се прави от кожата на телета или зародиши от крави. Веленът е скъп, но по-устойчив на светлина от другите видове пергамент и е използван за ценни ръкописи и в живописта.
През 14 век се произвежда особено ценен материал на латински: pergamenum abortivum вероятно от мъртвородени телета.
Някои от средновековните книги Часослов са написани и рисувани на велен.
Английският парламент печата законодателните актове на велен до 2016 г. След това парламентът обявява, че с оглед икономия се отказва от използването на велум.